# Zgonc
Zgonc je priimek več znanih Slovencev:
- Bogdan Zgonc (1939-2024), gradbeni inženir, železničarski strokovnjak in gospodarstvenik, prof. FGG
- Darja Zgonc, TV voditeljica
- Maja Burger Zgonc, rogistka
- Marjan Zgonc (*1946), pevec zabavne glasbe
- Rok Zgonc, violinist
- Tanja Zgonc (*1959), plesalka in koreografinja, prof. AGRFT
- Tone Zgonc - Vasja (1914-2002), partizanski poveljnik, generalpodpolkovnik JLA